# Ässjön, Ångermanland
Ässjön är en sjö i Sollefteå kommun i Ångermanland och ingår i Ångermanälvens huvudavrinningsområde. Sjön har en area på 0,0883 kvadratkilometer och ligger 167,7 meter över havet.

## Delavrinningsområde
Ässjön ingår i det delavrinningsområde (702474-155710) som SMHI kallar för Mynnar i Sjuskinnån. Medelhöjden är 214 meter över havet och ytan är 23,87 kvadratkilometer. Det finns inga avrinningsområden uppströms utan avrinningsområdet är högsta punkten. Vabäcken som avvattnar avrinningsområdet har biflödesordning 3, vilket innebär att vattnet flödar genom totalt 3 vattendrag innan det når havet efter 68 kilometer. Avrinningsområdet består mestadels av skog (86 procent). Avrinningsområdet har 0,16 kvadratkilometer vattenytor vilket ger det en sjöprocent på 0,7 procent.